# Pièce de 20 dollars américains
Un double eagle est une pièce de 20 dollars américains. Elle est reconnue comme moyen légal de paiement aux États-Unis de 1850 à 1933. La frappe de pièces de ce montant est établie en vertu du Coinage Act de 1849 (chapitre CIX). Toutes les pièces double eagle sont frappées selon la même norme : un poids de 33,4362 g, un diamètre de 34 mm et les pièces sont en or à 900 millièmes (90 % d'or, 10 % de cuivre).
Deux types de pièces double eagle sont émises de 1850 à 1933 : le Liberty Head (1850–1907) conçu par James B. Longacre, et le Saint-Gaudens (1907–1933) conçu par Augustus Saint-Gaudens. Les deux pièces existent en plusieurs variantes.
La frappe de pièces en or aux États-Unis est interrompue par le président Franklin D. Roosevelt le 5 avril 1933, lorsqu'il ordonne le retour des pièces en or à la Réserve fédérale. Une exception est faite pour la détention de pièces ayant une valeur de collection. Le 30 janvier 1934, le Gold Reserve Act entre en vigueur, retirant finalement l'or de la circulation, suspendant la garantie pour la monnaie papier de ce métal, et ordonnant sa refonte en lingots.

## Histoire

### Contexte
Le 2 avril 1792, le Congrès adopte le Coinage Act de 1792, qui autorise la frappe de pièces de monnaie de différentes valeurs, y compris des pièces en or d'une valeur nominale de 10 dollars américains appelées eagle. À l'époque, il s'agit de la plus haute valeur nominale aux États-Unis. Pendant cette période, l'or est un métal précieux essentiel dans le commerce américain. Des pièces d'or d'Espagne, du Mexique, des Pays-Bas et du Royaume-Uni circulent alors et restent un moyen de paiement légal aux États-Unis jusqu'en 1857. Les premières pièces d'or frappées à la Monnaie de Philadelphie sont des pièces d'une valeur de 5 dollars (half eagle) et de 10 dollars. Elles sont frappées en 1795, et l'année suivante, une pièce d'une valeur de 2,5 dollars (quarter eagle) est émise. À cette époque, le métal utilisé pour la production des pièces d'or américaines ne provient pas des États-Unis. Il est acheté à l'étranger sous forme de pépites, lingots ou pièces d'or. En 1799, Conrad Reed trouve une pépite d'or à Meadow Creek en Caroline du Nord. En 1803, John Reed et ses associés découvrent une pépite d'or de 28 livres à Meadow Creek. Avec le temps, une mine, la Dunn Mine, est établie près de la rivière, et des mineurs commencent à s'installer dans la région. En 1830, les environs de la ville de Charlotte constituent la principale source d'approvisionnement en or des États-Unis. L'importance de cette région est soulignée par le fait qu'en 1838, le Congrès ouvre des succursales de la Monnaie des États-Unis à Dahlonega en Géorgie et à Charlotte en Caroline du Nord.
Au XVIIIe siècle, un problème apparaît avec les pièces d'or. En 1792, le rapport entre l'argent et l'or est fixé à 15 pour 1. Il s'avère que sur le marché, ce ratio est de 16 pour 1. Cela conduit à la fonte des pièces d'or sur le marché, suivie de leur vente à une valeur supérieure à celle déclarée. La relation entre les deux métaux précieux fluctue au fil des ans. Cependant, chaque fois que la valeur de l'or augmente, un nombre croissant de pièces d'or est fondu et vendu avec profit. Pour remédier à ce problème, le Coinage Act de 1834 est adopté en 1834. En vertu de cette loi, le poids des pièces d'or est réduit afin de préserver leur valeur tout en empêchant leur fonte excessive. Selon cette loi, une pièce d'une valeur de 10 dollars (eagle) doit contenir 232 grains d'or pur (15,033 g), et non pas conformément à la norme établie par le Coinage Act de 1792, qui est de 247,5 grains (16,037 g).

### Ruée vers l'or
L'influence significative sur la frappe de monnaie en or aux États-Unis est la ruée vers l'or californienne initiée en 1848. La valeur de l'or trouve dans cette région au cours des deux premières années est estimée à 80 à 100 mille dollars. Avec le temps, la quantité d'or arrivant sur le marché national conduit à sa prédominance par rapport à l'argent. Cela entraîne une situation où l'argent est vendu sur le marché avec un grand profit. L'afflux d'or sur le marché conduit à une dévalorisation de l'argent, dont les prix sont fixés en or. Les pièces d'un dollar en argent se révèlent être plus précieuses que leur valeur nominale. En janvier 1849, James McKay annonce qu'il présenterait une loi soumettant au vote l'introduction de nouvelles valeurs pour les pièces en or. Le 1er février, Charles G. Atherton propose un amendement au projet de loi de McKay, introduisant la circulation de pièces d'une valeur de 20 dollars. Le 20 février, un projet de loi combinant les propositions de McKay et d'Atherton est présenté. Il est accepté par la Chambre des représentants. Le Sénat adopte la loi intitulée Coinage Act of 1849 le 3 mars 1849, établissant ainsi la frappe de pièces d'or au chapitre CIX. La proposition de frapper des pièces de ce montant est déjà soulevée le 21 décembre 1836, lorsque le Philadelphia Public Ledger envisage l'idée de frapper aux États-Unis des pièces d'une plus grande valeur nominale. À l'époque, il est considéré que la meilleure réponse serait l'introduction de pièces d'or, y compris le double eagle d'une valeur de 20 dollars,,.

### Introduction
L'idée principale qui jette les bases de l'introduction de la pièce de 20 dollars est le désir de transformer de grandes quantités d'or sur le marché en pièces avec le moins d'effort possible de la part des ateliers monétaires. La pièce de ce montant est le double de celle de 10 dollars, quatre fois celle de 5 dollars. Ce montant réduit la charge de travail dans les ateliers monétaires. De manière similaire, en 1878, le Bland-Allison Act est adopté pour résoudre le problème de la quantité croissante d'argent sur le marché, ce qui conduit à la frappe du dollar Morgan,. En 1850, les premières pièces de 20 dollars sont mises en circulation. Avant cette année, les Américains redoutent la croissance du rôle de la monnaie imprimée. Les commerçants, les industriels et les citoyens commencent à exiger des moyens de paiement ayant une valeur réelle. En 1853, le Congrès adopte le Coinage Act of 1853, qui contient un mécanisme régulant le nombre de petites pièces d'argent sur le marché. Désormais, elles doivent être frappées pour le compte du gouvernement en échange d'or. Cette règle conduit de facto à l'introduction informelle de l'étalon-or aux États-Unis. Ainsi, l'argent est dévalué, et la pièce d'un dollar perd sa signification pratique. Dans les années 80 du XIXe siècle, les craintes liées à la monnaie papier disparaissent. En revanche, les pièces d'or commencent à être retirées de la circulation. Certaines restent dans les réserves nationales, tandis que d'autres sont conservées par les banques ou destinées aux règlements dans le commerce international. La quantité d'or sur le marché diminue également en raison de la signature en 1890 par le président Benjamin Harrison du Sherman Silver Purchase Act. Cette loi oblige l'État à acheter mensuellement au moins 4,5 millions d'onces d'argent. Pour régler les formalités liées à l'achat d'argent par les citoyens, le gouvernement doit ordonner l'impression de monnaie papier. Les citoyens, à leur tour, utilisent les billets pour acheter de l'or, qu'ils revendent ensuite au gouvernement,. Cette situation a un impact négatif sur la position de l'or sur le marché et sa valeur. De plus, la valeur de l'argent change trop fréquemment, ce qui affecte la stabilité du système financier. L'érosion continue de la valeur de l'or décourage les hommes politiques du bimétallisme. En 1900, le standard de l'or est introduit aux États-Unis. La Première Guerre mondiale conduit en Europe à une augmentation de l'inflation et à la nécessité de créer de la monnaie en raison des dépenses de guerre. En conséquence, le standard de l'or en Europe cesse de s'appliquer en pratique. En 1925, une tentative est faite pour y revenir, mais la hausse continue de l'inflation incite les marchés à abandonner ce standard. En 1929, aux États-Unis, la Grande Dépression a eu lieu. Le chômage augmente, les banques et les compagnies d'assurance font faillite. Cela suscite des inquiétudes quant au système monétaire américain. Par conséquent, le 5 avril 1933, le président Franklin D. Roosevelt déclare que l'or doit être retiré de la circulation et restitue à la Réserve fédérale. Les pièces des collectionneurs font exception. Le 30 janvier 1934, le Gold Reserve Act entre en vigueur. Il stipule que la frappe de monnaie en or serait suspendue, et tout l'or devrait être retiré de la circulation et fondu en lingots selon les dimensions fixées par le Département du Trésor,.

## Pièces de20 dollars

### Double eagle Liberty Head
La pièce de 20 dollars Liberty Head (également appelée Coronet) est conçue par James B. Longacre. Pour créer l'avers de la pièce, il utilise l'image du profil de la personnification de la liberté créée par William Kneass pour la pièce d'une valeur de 2,5 dollars, puis modifiée par Christian Gobrecht en 1840 pour un projet de pièce du même montant. Autour du profil, Longrace place 13 étoiles à six branches, et sous la tête, il insère la date. Au revers de la pièce frappée de 1850 à 1866, on trouve un aigle aux ailes déployées, un bouclier de l'Union sur la poitrine, une branche d'olivier et des flèches dans les serres. Au-dessus de la tête de l'aigle se trouve une auréole avec des étoiles et des rayons. Au-dessus de l'aigle figure le nom du pays « UNITED STATES OF AMERICA, et sous l'aigle, le montant de la pièce avec l'abréviation du nom de la monnaie « TWENTY D. ».
En 1866, une nouvelle variante de la pièce commence à être frappée, avec la devise « IN GOD WE TRUST » au revers, à l'intérieur de l'auréole. À partir de 1877, une troisième variante est émise, cette fois avec le montant complet de la monnaie « TWENTY DOLLARS » sous l'aigle.
| variante                                | image | caractéristiques | caractéristiques | caractéristiques | caractéristiques | frappes    |
| variante                                | image | poids            | diamètre         | tranche          | finesse          | frappes    |
| Liberty Head (1850-1866)                |       | 33,4362 g        | 34 mm            | dentelée         | .900             | 23 526 676 |
| Liberty Head avec devise (1866-1876)    |       | 33,4362 g        | 34 mm            | dentelée         | .900             | 16 160 758 |
| Liberty Head TWENTY DOLLARS (1877-1907) |       | 33,4362 g        | 34 mm            | dentelée         | .900             | 64 137 477 |

### Double eagleSaint-Gaudens
En 1905, le président Theodore Roosevelt demande à son ami Augustus Saint-Gaudens d'améliorer les motifs des pièces de monnaie américaines. Saint-Gaudens accepte cette tâche pour la somme de 5 000 dollars et décide de s'inspirer des motifs de la Grèce antique dans son travail. L'avers du projet représente la personnification de la Liberté, marchant avec un pied appuyé sur une pierre. Elle tient une branche d'olivier dans sa main gauche et une torche dans la droite. Derrière la figure, des rayons et le bâtiment du Capitole sont visibles. Le long du bord, des étoiles à six branches, au-dessus est inscrit le mot « LIBERTY ». L'année d'émission, en chiffres romains, est placée en bas, à droite. Le revers de cette variante présente un aigle volant vers la gauche, emprunté par Saint-Gaudens au cent Flying Eagle. En arrière-plan derrière l'aigle, des rayons et le soleil sont visibles. Au-dessus de l'aigle, le long du bord, le nom du pays « UNITED-STATES-OF-AMERICA », et en dessous, le montant avec le nom de la devise « TWENTY DOLLARS ». Pendant la frappe de cette variante, des travaux sont entrepris pour améliorer son image. De 1907 à 1908, une pièce à bas-relief est frappée, avec l'année inscrite en chiffres arabes et sans la devise « In God We Trust », ce qui ne plaît pas au président. En 1908, l'image de la pièce est modifiée une fois de plus. La devise « In God We Trust » est ajoutée, se trouvant au-dessus du contour du soleil. Les rayons du soleil sont également améliorés.
Sur les pièces frappées de 1907 à 1911, l'avers comporte 46 étoiles, et sur celles frappées de 1912 à 1933, il y en a 48. Ce nombre reflète le nombre d'États qui font alors partie de l'Union,. Les pièces à haut-relief ont 13 rayons de soleil, tandis que celles à bas-relief en ont 14.
| variante                              | image | caractéristiques | caractéristiques | caractéristiques                                                  | caractéristiques | frappes    |
| variante                              | image | poids            | diamètre         | tranche                                                           | finesse          | frappes    |
| Saint-Gaudens haut-relief (1907)      |       | 33,4362 g        | 34 mm            | avec la devise E PLURIBUS UNUM (lettres séparées par des étoiles) | .900             | 11 250     |
| Saint-Gaudens sans devise (1907-1908) |       | 33,4362 g        | 34 mm            | avec la devise E PLURIBUS UNUM (lettres séparées par des étoiles) | .900             | 5 294 968  |
| Saint-Gaudens avec devise (1908-1933) |       | 33,4362 g        | 34 mm            | avec la devise E PLURIBUS UNUM (lettres séparées par des étoiles) | .900             | 64 981 428 |

## Double eaglede 1933

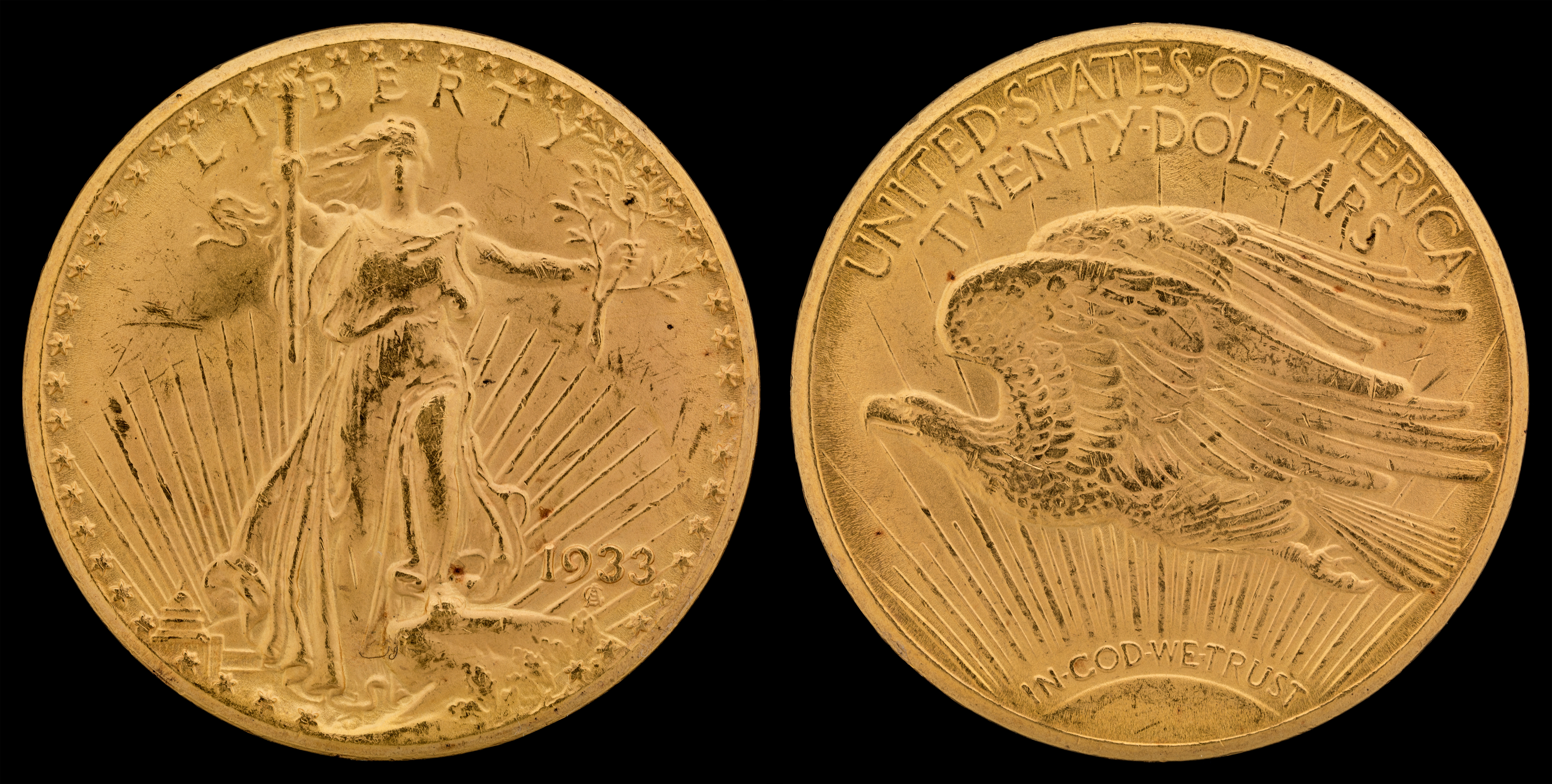
Un exemplaire du double eagle de 1933 de la Smithsonian Institution.

En 1933, le président Franklin D. Roosevelt interrompt la frappe de pièces d'or et rend illégal la détention du métal — bien que les collectionneurs de pièces puissent conserver les leurs. À une exception près, aucun double eagle de 1933 n'est jamais légalement mis en circulation, bien que certains soient volés au gouvernement, et au fil des ans, plusieurs sont récupérés.
À l'été 2002, un double eagle de 1933 est vendu aux enchères pour 7 590 020 dollars américains, pulvérisant l'ancien record de 4 140 000 dollars payé aux enchères publiques pour un dollar en argent de 1804. Cette pièce est unique en tant que seul double eagle de 1933 que le gouvernement américain juge légal pour ses citoyens de posséder (ayant été négocié comme tel dans le cadre d'un traité américain avec un gouvernement étranger). Même les cas illégaux de pièces de 1933 pourraient valoir des centaines de milliers de dollars, mais il serait illégal pour un marchand de pièces américain de conclure un marché comprenant l'une de ces pièces.
En août 2005, la Monnaie des États-Unis récupère dix pièces de 1933 auprès d'un collectionneur privé qui a contacté la Monnaie pour en vérifier l'authenticité. Joan S. Langbord prétend avoir hérité des pièces de son père, suspecté de les avoir volées en 1933, et les avoir retrouvées dans un coffre-fort en 2003. La Monnaie annonce qu'elle envisagerait de sauvegarder les pièces pour les exposer. Pendant ce temps, Langbord intente une action en justice fédérale pour récupérer les pièces après que ses espoirs de recevoir une compensation monétaire du gouvernement fédéral ne sont pas réalisés. En septembre 2009, un juge fédéral statue que le gouvernement a jusqu'à la fin du mois pour restituer les pièces confisquées à la famille Langbord, ou prouver qu'elles ont effectivement été volées. Le 20 juillet 2011, un jury de tribunal civil attribue la propriété des dix pièces au gouvernement américain au motif qu'elles ont été volées à la Monnaie. Cependant, le 17 avril 2015, la Cour d'appel des États-Unis pour le Troisième Circuit à Philadelphie annule la décision du jury et statue que les dix pièces appartiennent effectivement à Joan S. Langbord et qu'elles doivent être restituées à sa famille par la Monnaie américaine. La Cour d'appel restitue les pièces aux Langbord car les responsables américains n'ont pas répondu dans les 90 jours à la réclamation de biens saisis de la famille. Le 1er août 2016, la Cour d'appel complète inverse sa décision antérieure et permet au gouvernement de conserver les pièces.